# Jorge Herralde
Jorge Herralde Grau (Barcelona, 20 de marzo de 1935) es un escritor y editor español, fundador y director de Editorial Anagrama, cuyos primeros títulos aparecieron en 1969.

## Biografía
Es hermano del cineasta Gonzalo Herralde.
Jorge Herralde está casado con la traductora y exlibrera Eulalia Lali Gubern, hermana del historiador del cine Román Gubern.
Gracias a su tarea editorial, tanto algunos autores extranjeros como Martin Amis, Ian McEwan, Patricia Highsmith, Guy Debord, John Kennedy Toole o Bret Easton Ellis, españoles como Álvaro Pombo, Enrique Vila-Matas o Javier Marías, o hispanoamericanos como Sergio Pitol, Roberto Bolaño, Augusto Monterroso o Alan Pauls, encontraron sus lectores en lengua española.
Es considerado uno de los mejores editores literarios de Hispanoamérica, recibiendo diversos galardones por su actividad editorial: entre ellos en 1994, el Premio Nacional a la Mejor Labor Editorial Cultural, otorgado en España por primera vez, y el Premio Targa d'Argento La Stampa Tuttolibri de 1999, otorgado por la Associazione Biblioteca Europea en colaboración con dicho periódico.
En 2000 recibió el Premio Clarín, otorgado por los libreros de Oviedo, y también la Creu de Sant Jordi «por la prestigiosa singladura que ha llevado a cabo al frente de la Editorial Anagrama, renovando nuestra sensibilidad a través de la introducción en España de los principales autores europeos y americanos contemporáneos, en cuidadísimas traducciones, las que —debe mencionarse— han sido criticadas por su exceso de palabras que se entienden sólo en España. Esta aportación de primer orden a la modernidad, reconocida también en el ámbito europeo, comprende también la difusión en castellano de los autores catalanes más emblemáticos».
En 2002 fue distinguido con el Reconocimiento al Mérito Editorial de la Feria del Libro de Guadalajara, y en 2003, en Italia, con el Premio Nazionale per la Traduzione del Ministero per i Beni Culturali. En 2005 recibió la distinción de Oficial de Honor de la Excelentísima Orden del Imperio Británico y el Premio Grinzane Editoria. En 2006 fue nombrado, en Francia, Commandeur de l'Ordre des Arts et des Lettres.
Como autor, Jorge Herralde ha publicado varios libros relacionados con su trayectoria editorial.

## Obra
- 1999: Las portadas de Ángel Jové (Barcelona: Anagrama) ISBN 84-339-0784-0
- 2001: Opiniones mohicanas (México: Aldus, 2000; amp. Barcelona: Acantilado) ISBN 84-95359-46-4
- 2003: Flashes sobre escritores y otros textos editoriales (Ciudad de México: Ediciones del Ermitaño) ISBN 978-968-5473-33-0
- 2004: El observatorio editorial (Buenos Aires: Adriana Hidalgo Editora) ISBN 978-987-1156-08-5
- 2005: Para Roberto Bolaño (Barcelona: Acantilado) ISBN 978-84-96489-20-2
- 2006: Por orden alfabético. Escritores, editores, amigos (Barcelona: Anagrama) ISBN 84-339-0787-5
- 2009: El optimismo de la voluntad. Experiencias editoriales en América Latina (Ciudad de México: Fondo de Cultura Económica) ISBN 978-607-16-0088-2
- 2010: 40 años de labor editorial (Barcelona: Anagrama) ISBN 978-92-0-302066-4
- 2019: Un día en la vida de un editor (Barcelona: Anagrama) ISBN 978-84-339-0809-4
- 2021: Los papeles de Herralde. Una historia de Anagrama 1968-2000 (Barcelona: Anagrama) ISBN 978-84-339-0816-2